# الولايات المتحدة ضد مكمان

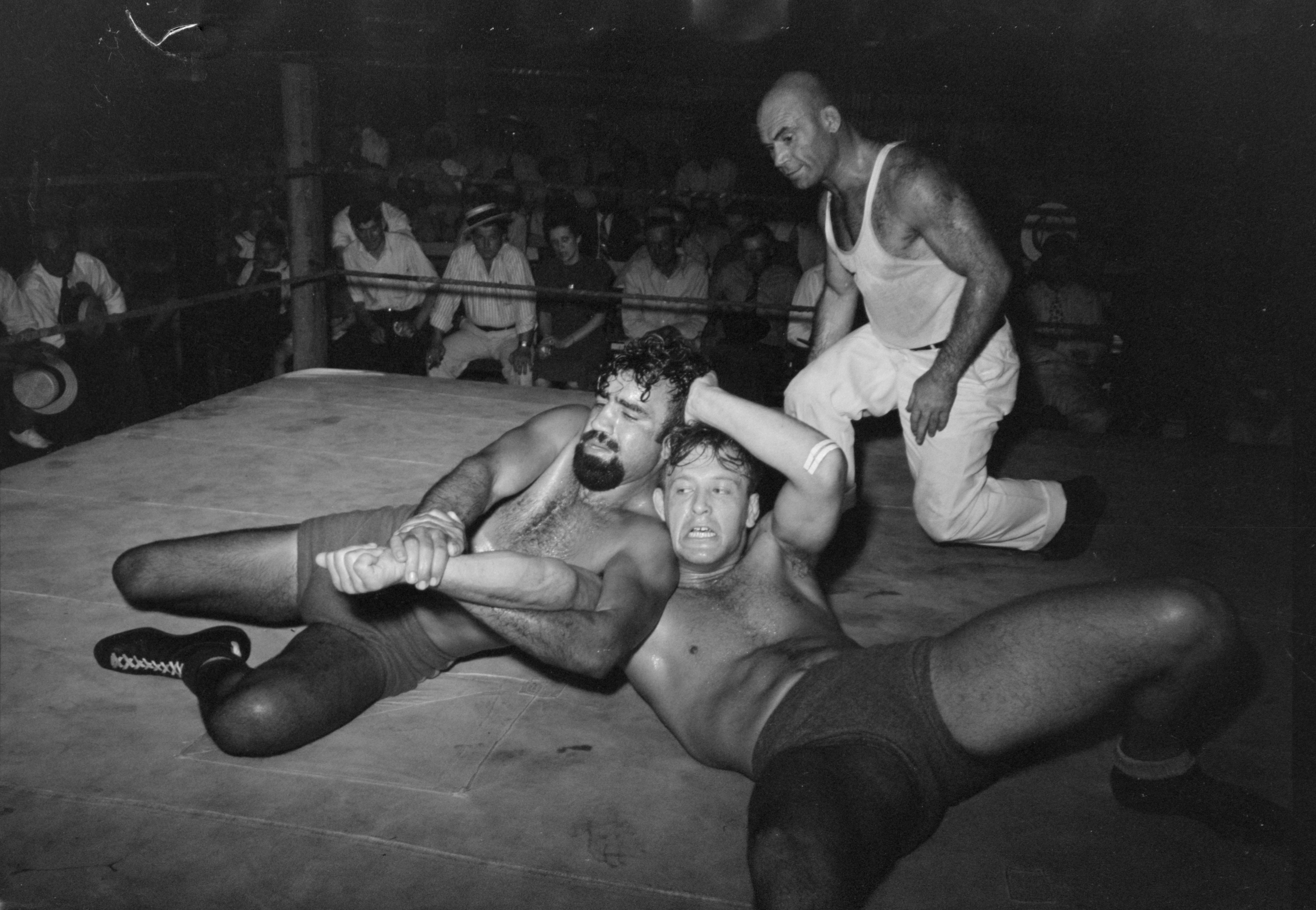
عرض مباراة مصارعة في سيكيستون، ميسوري، مايو 1938

الولايات المتحدة ضد مكمان وآخرون (بالإنجليزية: United States v. McMahon)‏ هي دعوى جنائية رُفعت ضد فينس مكمان رئيس الاتحاد العالمي للمصارعة الحرة ويُختصر بـدبليو دبليو إف (دبليو دبليو إي وفقًا لاسمه الحالي) في محكمة الولايات المتحدة المحلية للمنطقة الشرقية من ولاية نيويورك في عام 1994 للاشتباه في تزويد غير قانوني للستيرويد الابتنائي (المُنشِّطات البِنائِيَّة) إلى مصارعيه المحترفين. في 23 يوليو 1994 وجدت هيئة المحلفين أن مكمان غير مذنب.